# Dillon Danis
Dillon Danis (Parsippany-Troy Hills, Nueva Jersey; 22 de agosto de 1993) es un artista marcial mixto estadounidense que actualmente compite en la categoría de peso wélter en Bellator.
Comenzó a trabajar junto a Conor McGregor en 2015, entrenándolo para los combates contra Nate Diaz y Khabib Nurmagomedov.

## Carrera en artes marciales mixtas
Danis debutó profesionalmente el 28 de abril de 2018 ante Kyle Walker en Bellator 198. Ganó vía sumisión en la primera ronda.
En su siguiente combate, enfrentó a Max Humphrey el 14 de junio de 2019, en Bellator 222. Ganó la pelea por sumisión en el primer asalto.

## Campeonatos y logros

### Jiu Jitsu
- Campeón Panamericano No-Gi de IBJJF (2016).
- Campeón del Abierto de Primavera de Nueva York IBJJF (2016).

## Récord en artes marciales mixtas
| Récord profesional | Récord profesional | Récord profesional |
| 2 peleas           | 2 victorias        | 0 derrotas         |
| ------------------ | ------------------ | ------------------ |
| Sumisión           | 2                  | 0                  |

| Resultado | Récord | Oponente     | Método              | Evento       | Fecha               | Ronda | Tiempo | Localización     | Notas                    |
| --------- | ------ | ------------ | ------------------- | ------------ | ------------------- | ----- | ------ | ---------------- | ------------------------ |
| Victoria  | 2–0    | Max Humphrey | Sumisión (armbar)   | Bellator 222 | 14 de junio de 2019 | 1     | 4:28   | Nueva York       | Peso acordado (175 lbs). |
| Victoria  | 1–0    | Kyle Walker  | Sumisión (toe hold) | Bellator 198 | 28 de abril de 2018 | 1     | 3:03   | Paradise, Nevada | Peso acordado (175 lbs). |